# A Magical Christmas of Magic
A Magical Christmas of Magic è una compilation registrata e prodotta dagli Harry and the Potters, gruppo musicale a tema su Harry Potter, che raccoglie tipici brani natalizi in versione Punk rock, prese "dai nostri amici più intimi e dai nostri peggiori nemici maghi". Venne pubblicata negli Stati Uniti in occasione del Natale 2005.

## Formazione
- Joe DeGeorge - voce, chitarra e tastiere
- Paul DeGeorge - voce, chitarra e tastiere

## Altri componenti
- Ernie - batteria